# Gråbrun skölding
Gråbrun skölding (Pluteus cinereofuscus) är en svampart som beskrevs av J.E. Lange 1917. Gråbrun skölding ingår i släktet Pluteus och familjen Pluteaceae.  Arten är reproducerande i Sverige. Inga underarter finns listade i Catalogue of Life.

## Källor

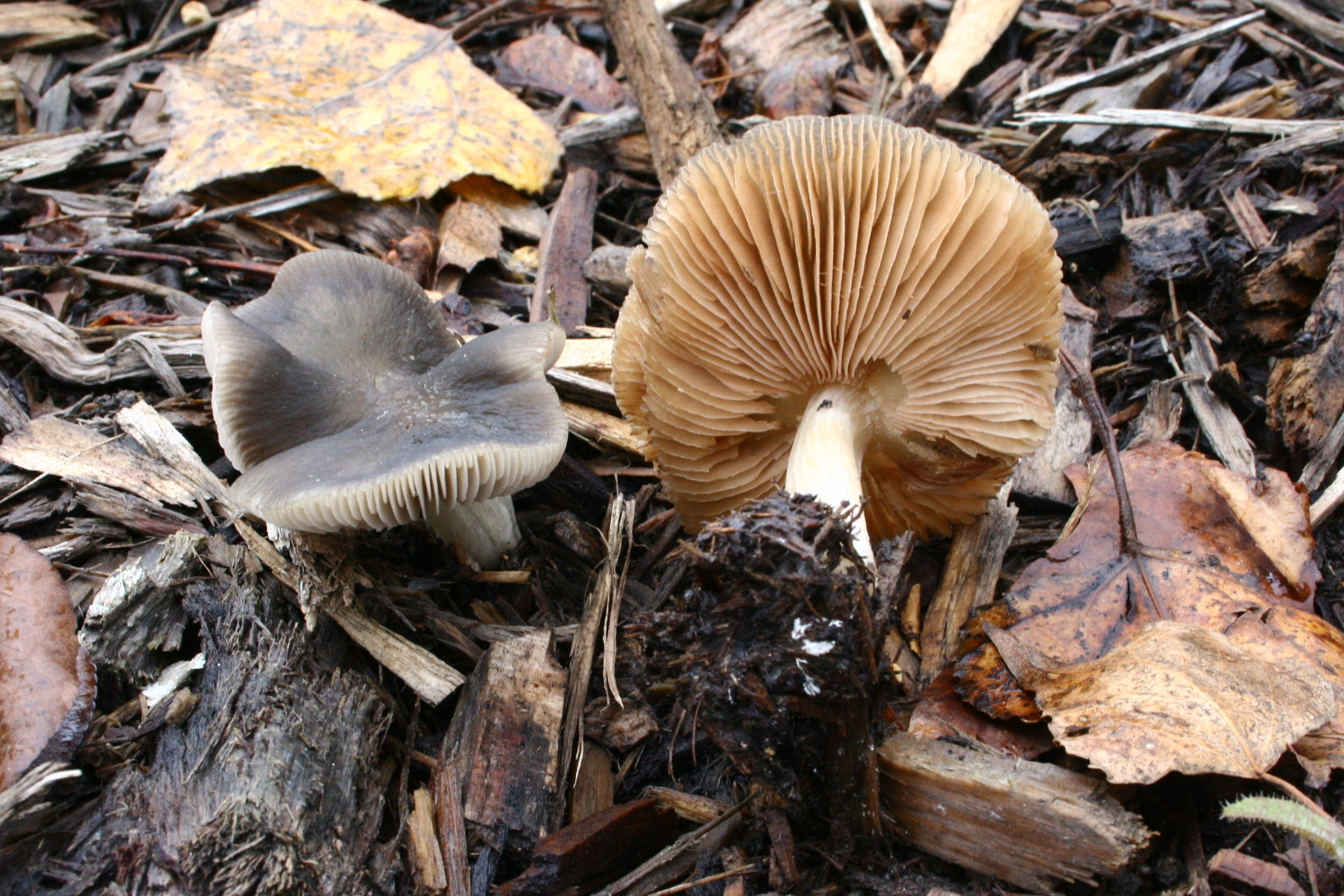